# Historias de Alcafrán
Historias de Alcafrán (anteriormente llamada El Pilón) es una serie de televisión española de comedia creada por Eduardo Ladrón de Guevara y José Mota para TVE. Está protagonizada por un reparto coral formado por María Isasi, Álex Gadea, Luis Miguel Seguí, Agustín Jiménez, Carlos Chamarro, Ángel Ruiz, Eusebio Lázaro, Thaïs Blume, Marisol Membrillo, Amparo Moreno, Carmen Segarra, Mariona Terés, Iker Galartza, Noureddine El Attab, Gonzalo Hermoso, Alba de la Fuente, Lara Oliete y Julio Sanjuan. Fue originalmente desarrollada en 2012 para ser emitida en Cuatro en el access prime time en formato de tira diaria, pero el proyecto fue abortado y rescatado más de siete años después en TVE para ser reformateado como una serie tradicional para el prime time en formato semanal, más cercana a los programas de Mota. Se estrenó en La 1 el 11 de septiembre de 2020.

## Trama
La serie se enfoca en las vidas de varios habitantes del pueblo ficticio de Alcafrán, La Mancha, el cual actualmente no llega ni a los 200 habitantes. Entre los habitantes de este disparatado pueblo se incluyen un joven profesor (Álex Gadea) que llega para hacerse cargo de la escuela de adultos; la alcaldesa (María Isasi) y sus dos hijas adolescentes; un exalcalde corrupto (Agustín Jiménez) recién salido de la cárcel y su mujer; una pareja (Carlos Chamarro y Ángel Ruiz) que regentan un bar que quieren modernizar; un cura deportista (Luis Miguel Seguí), una policía local (Mariona Terés) y su pareja (Iker Galartza) y Margarita, una vaca cuidada por todos los vecinos.

## Reparto[1]

### Reparto principal
- Álex Gadea – Alejandro "Álex" Subirachs
- María Isasi – Marina
- Julio Sanjuan – Ramón
- Gonzalo Hermoso – Salvador "Salva"
- Lara Oliete – Ana
- Alba de la Fuente – Laura
- Luis Miguel Seguí – Lucas
- Agustín Jiménez – Matías Ibáñez
- Marisol Membrillo – Carmen
- Ángel Ruiz – Avelino
- Eusebio Lázaro – Ignacio
- Carlos Chamarro – Pere
- Iker Galartza – Salvador
- Mariona Terés – Paqui
- Carmen Segarra – Inés
- Amparo Moreno – Paloma

### Reparto secundario
- Thais Blume – Pilar "Pili" (Episodio 1 - Episodio 2; Episodio 5)
- Noureddine El Attab – Hixam (Episodio 1 - Episodio 5)
- Xavi Francés – Vicente (Episodio 1 - Episodio 5)

## Temporadas
| Temporada | Temporada | Episodios | Número de episodios | Estreno                  | Final                | Audiencia media | Audiencia media | Audiencia media   |
| Temporada | Temporada | Episodios | Número de episodios | Estreno                  | Final                | Espectadores    | Cuota           | Lineal + Diferido |
| --------- | --------- | --------- | ------------------- | ------------------------ | -------------------- | --------------- | --------------- | ----------------- |
|           | 1         | 5         | 1-5                 | 11 de septiembre de 2020 | 9 de octubre de 2020 | 984.000         | 6,8%            | 1.120.000         |

### Temporada 1: 2020
| N.º (serie) | N.º (temp.) | Título                           | Dirección    | Guion                                     | Fecha de emisión         | Audiencia        |
| ----------- | ----------- | -------------------------------- | ------------ | ----------------------------------------- | ------------------------ | ---------------- |
| 1           | 1           | «La cabra siempre tira al monte» | Moisés Ramos | Eduardo Ladrón de Guevara y Óscar Lurueña | 11 de septiembre de 2020 | 1 175 000 (8,9%) |
| 2           | 2           | «Santo Milagrero, San Dinero»    | Moisés Ramos | Eduardo Ladrón de Guevara y Óscar Lurueña | 18 de septiembre de 2020 | 1 036 000 (7,1%) |
| 3           | 3           | «Una hiuda complicada»           | Moisés Ramos | Eduardo Ladrón de Guevara y Óscar Lurueña | 25 de septiembre de 2020 | 983 000 (6,6%)   |
| 4           | 4           | «La divina providencia»          | Moisés Ramos | Eduardo Ladrón de Guevara y Óscar Lurueña | 2 de octubre de 2020     | 843 000 (5,5%)   |
| 5           | 5           | «La fiesta de mi pueblo»         | Moisés Ramos | Eduardo Ladrón de Guevara y Óscar Lurueña | 9 de octubre de 2020     | 885 000 (6,1%)   |

## Producción
Durante la presentación del programa de José Mota para Telecinco, La noche de José Mota, él anunció que, además de la nueva incarnación de su formato de TVE La hora de José Mota, también estaba desarrollando una serie diaria, titulada El Pilón, para el access prime time de Cuatro, la cadena secundaria de la propietaria de Telecinco, Mediaset España. Originalmente el proyecto seguía a dos hermanos, interpretados por Mota y Fernando Tejero, que regentaban un bar en un pequeño pueblo de Castilla-La Mancha, y las relaciones que los dos hermanos tenían entre ellos y con el resto de los habitantes del pueblo iban a ser el hilo conductor de las tramas. La serie fue creada para TVE, con planes de iniciar el rodaje en primavera de 2012, pero el proyecto se mudó a Cuatro por la situación delicada por la que RTVE pasaba por aquel entonces y la subsecuente ida de Mota a Mediaset. En abril de 2013, a pesar de los datos reticentes de La noche de José Mota, Mediaset insistió en que el proyecto seguía en desarrollo, aunque no había avanzado de fase, aunque al final fue abortado junto a la cancelación de La noche de José Mota.
En enero de 2020, TVE rescató el proyecto después de casi siete años, y el proyecto fue reformateado como una serie de prime time más tradicional en formato semanal y con un reparto más coral, con los hermanos siendo sustituidos por una pareja gay e interpretados por otros actores. La versión final de la serie, creada por Eduardo Ladrón de Guevara y Mota, está escrita por Guevara y Óscar Lurueña, y dirigida por Moisés Ramos.

## Lanzamiento
En septiembre de 2020, después de unos días de promos, TVE anunció que el proyecto se estrenaría en La 1 el 11 de septiembre de 2020.